# NGC 2094
NGC 2094 је расејано звездано јато у сазвежђу Златна риба које се налази на NGC листи објеката дубоког неба.
Деклинација објекта је - 68° 21' 48" а ректасцензија 5h 42m 8,0s. Привидна величина (магнитуда) објекта NGC 2094 износи 11,6. NGC 2094 је још познат и под ознакама ESO 57-SC26.